# Municipio de Schoolcraft (condado de Houghton)
El municipio de Schoolcraft (en inglés: Schoolcraft Township) es un municipio ubicado en el condado de Houghton en el estado estadounidense de Míchigan. En el año 2010 tenía una población de 1839 habitantes y una densidad poblacional de 17,38 personas por km².

## Geografía
El municipio de Schoolcraft se encuentra ubicado en las coordenadas 47°11′47″N 88°17′32″O / 47.19639, -88.29222. Según la Oficina del Censo de los Estados Unidos, el municipio tiene una superficie total de 105.8 km², de la cual 103.91 km² corresponden a tierra firme y (1.78%) 1.88 km² es agua.

## Demografía
Según el censo de 2010, había 1839 personas residiendo en el municipio de Schoolcraft. La densidad de población era de 17,38 hab./km². De los 1839 habitantes, el municipio de Schoolcraft estaba compuesto por el 97.61% blancos, el 0.05% eran afroamericanos, el 0.54% eran amerindios, el 0.33% eran asiáticos, el 0.05% eran isleños del Pacífico, el 0.11% eran de otras razas y el 1.31% pertenecían a dos o más razas. Del total de la población el 0.76% eran hispanos o latinos de cualquier raza.